# XVI Concilio de Toledo

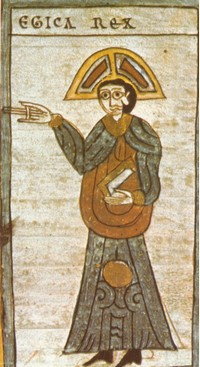
Rey Égica

Concilio de Obispos del Reino de los Visigodos celebrado en el año 693 en Toledo.
La rebelión de Suniefredo contra el rey Égica estalló en la segunda mitad del año 692. Nada más regresar a Toledo el rey convocó el XVI Concilio, que comenzó el 25 de abril del 693 y concluyó el 2 de mayo.
Las sesiones se desarrollaron en la Iglesia de los Santos Apóstoles Pedro y Pablo en la Vega Baja de Toledo, con asistencia de sesenta y dos obispos (los obispos de la Narbonense no pudieron asistir a causa de una epidemia que asolaba la provincia, cinco abades y seis condes palatinos. 
Se aprobaron 11 cánones. En ellos se trató de los judíos; la idolatría pagana; la sodomía; el suicidio; los tributos que los obispos pueden exigir a las parroquias; la realización de reparaciones en ellas; la agregación a otra parroquia de las que tengan menos de diez esclavos; la elaboración del pan de la misa; la obligación de informar al clero y a los fieles de lo aprobado en el Concilio; la protección a la familia del rey; la excomunión y destierro del obispo conspirador Sisberto y su substitución; y el castigo a quienes violen el juramento de fidelidad al rey.
En su escrito al Concilio, el rey hizo referencia a los muchos que quebraron su confianza y exigió que todo funcionario palatino que conspirase para asesinar al rey o arruinar a los godos, o que instigase una rebelión, sería destituido y pasaría a ser esclavo del Tesoro y se le confiscarían los bienes. 
Los obispos secularizaron a Siseberto, entonces obispo de Toledo que encabezó una de las conspiraciones contra el rey, siendo además excomulgado y sus bienes confiscados. En el futuro ningún rebelde ni sus descendientes podría volver a desempeñar nunca un cargo palatino. Las propiedades confiscadas pasaban al dominio personal del rey. 
Los usurpadores fueron anatematizados en virtud del canon setenta y cinco del IV Concilio, y se declaró que quienes vulnerasen dicho canon serían anatematizados en el máximo grado.
El rey ordenó a los obispos de la Narbonense, que no habían podido acudir al Concilio, que celebraran un Sínodo, y aprobaran los resultados del Concilio.
Al Código de Recesvinto, reformado por Ervigio, se incorporó la ilegalidad de un juramento de fidelidad distinto al prestado al monarca. Algunas leyes fueron revocadas y se restableció la ley contra la mutilación de esclavos. Se permitió el impago de impuestos y el comercio a los judíos conversos.
El Concilio decidió que las resoluciones adoptadas debían ser comunicadas al clero en un plazo de seis meses. Se regularon las parroquias y las remuneraciones que obtenían los obispos por las rentas obtenidas de los bienes inmuebles y el combate contra el paganismo.